# Münsterplatz (Basilea)
La Münsterplatz es una plaza que se encuentra en el centro de la ciudad suiza de Basilea. Es una de las plazas más antiguas de la ciudad y se encuentra frente a la catedral que le da su nombre, la Basler Münster. Está rodeada por antiguas casas de canónigos de varios siglos de antigüedad, lo que le ha permitido conservar su carácter medieval.

## Ubicación
En la plaza desembocan, la calles «Rittergasse»  (al sureste) y «Augustinergasse» (al noroeste), que constituyen la conexión transversal propiamente dicha; además, desde el oeste y en pendiente desde la calle «Freie Strasse» y la plaza Barfüsserplatz llegan a la Münsterplatz las calles «Münsterberg» y «Schlüsselberg». Hasta 2007, la Münsterplatz no era una plaza peatonal. Ahora, a diferencia de la mayoría de las otras plazas céntricas de la ciudad, ninguna línea de transporte público atraviesa la plaza ni pasa por sus inmediaciones. Justo debajo de la plataforma de la Münsterplatz se encuentra el embarcadero del transbordador de Basilea.

## Historia

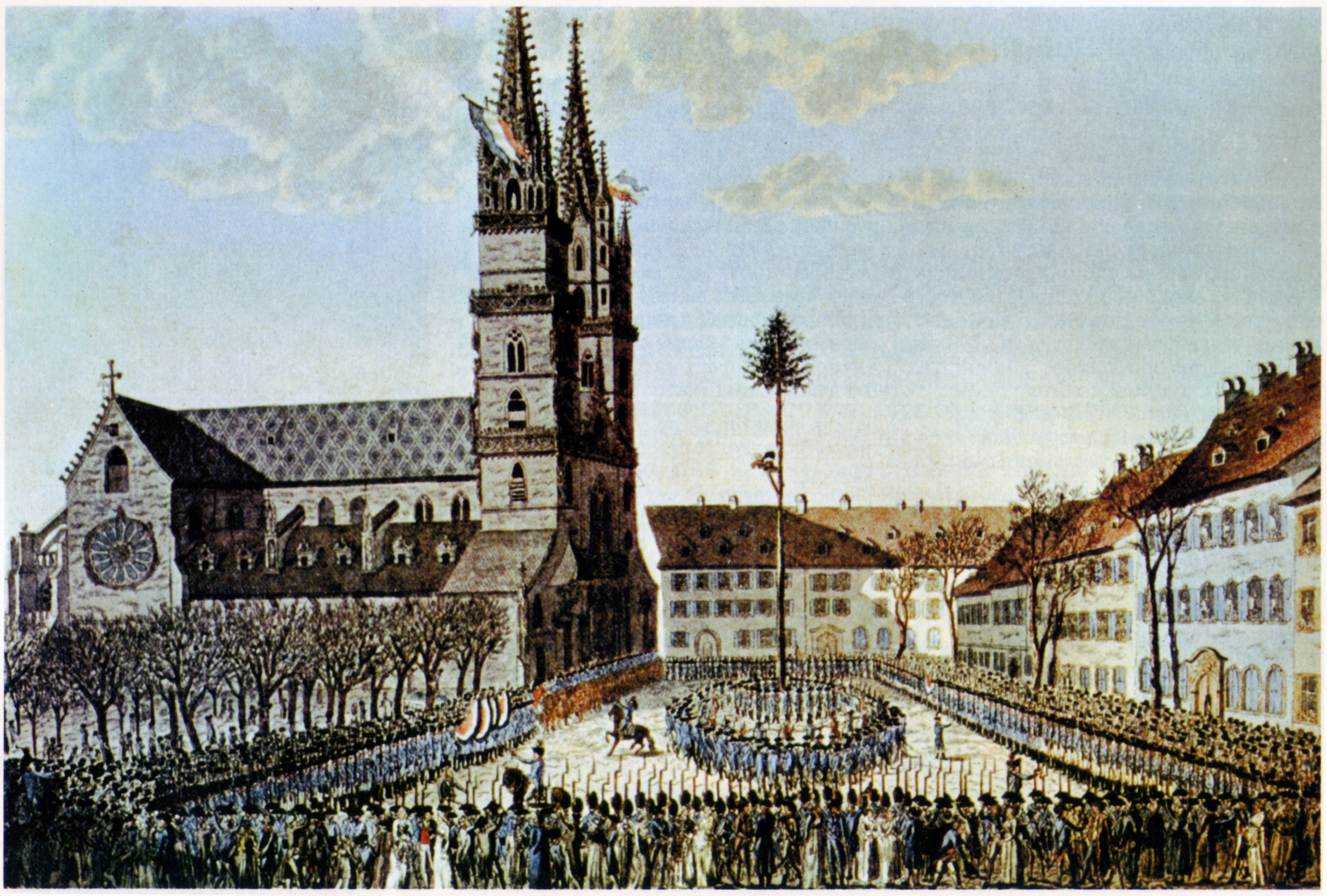
Revolución Helvética: «Celebración de fraternidad» entre franceses y la población de Basilea alrededor del árbol de la libertad en la plaza de la catedral de Basilea el 20 de enero de 1798. Grabado coloreado de Friedrich Kaiser

En la época romana, la zona de la actual Münsterplatz ya estaba poblada debido a su ubicación estratégica en una pequeña colina a orillas del Rin: en el siglo I a. C., los ráuracos vivían en un oppidum fortificado, cuyos restos aún pueden verse hoy en día en la esquina de la Münsterplatz con la Rittergasse.
Sin embargo, la Münsterplatz propiamente dicha se construyó mucho más tarde, en varias fases. En el marco de la construcción de la catedral en la Edad Media, luego se reconstruyó en el Barroco y, finalmente, a principios del XIX, se le dio su forma y aspecto actuales. Su pavimento data de finales del XIV y principios del XV, y ya existía en la época del Concilio de Basilea, convocado por el papa Martín V en 1431 en la catedral.
Las piedras planas procedentes del Rin están partidas por la mitad y colocadas con el borde irregular hacia arriba. No tienen un color gris uniforme, sino matices vivos y cambiantes. En 1871 se construyó un camino asfaltado a lo largo de toda la plaza, ya que el ruido de los carruajes y carros tirados por caballos perturbaba las clases en las escuelas vecinas. Dado que esto hacía que la plaza pareciera una vía de tránsito, la organización no gubernamental de protección del patrimonio Heimatschutz de Basilea solicitó en 2007 que se restableciera el pavimento uniforme.
Mientras el concilio se reunía en la catedral con el objetivo principal de llevar a cabo una reforma de la Iglesia, el 24 de julio de 1440 se eligió en la Haus zur Mücke de la Münsterplatz un antipapa, Felix V. Sin embargo, como este no logró imponerse en los años siguientes, el emperador alemán Federico III ordenó la disolución del concilio en 1449.
En el transcurso de la Revolución Helvética de 1798, que había estallado tres días antes en Liestal, cerca de Basilea, el 20 de enero de 1798 se celebró en la Münsterplatz una fiesta de fraternización entre los franceses y la población de Basilea en torno a un árbol de la libertad. La instalación de un árbol de la libertad se convirtió en un acto simbólico de liberación en todos los antiguos territorios sometidos de Suiza.

## Descripción del lugar

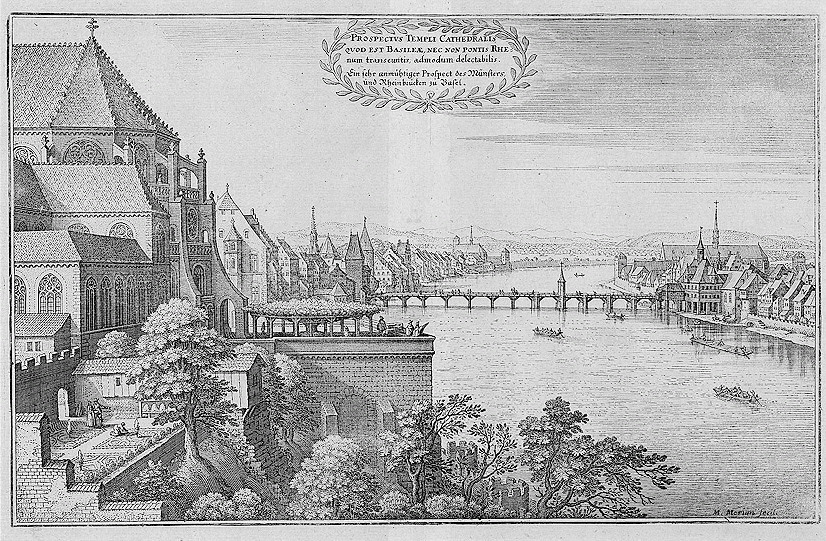
La plataforma de la catedral con vistas al Rin. Grabado de Matthäus Merian el Viejo, 1642

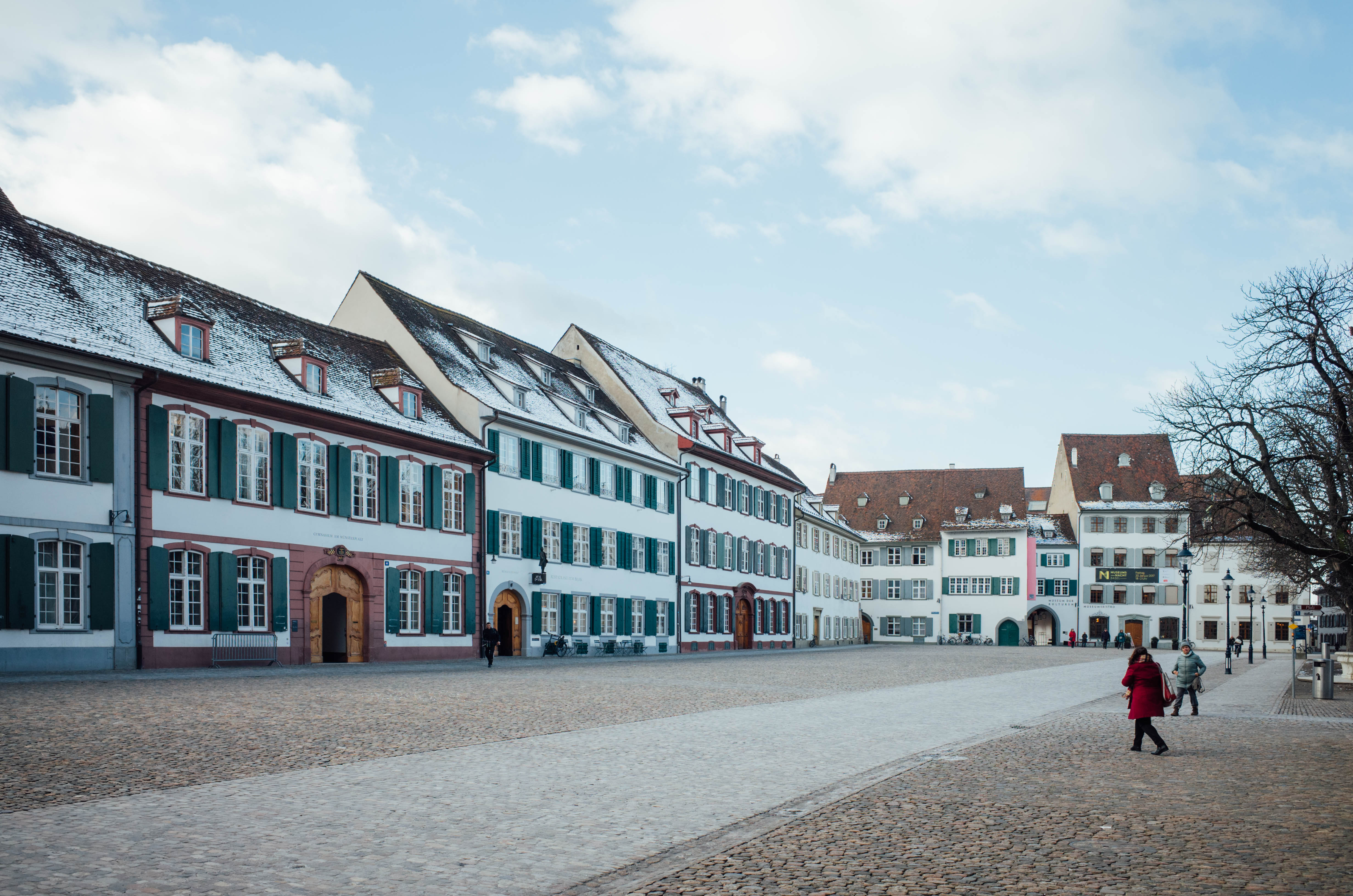
Münsterplatz, vista desde la entrada de la catedral

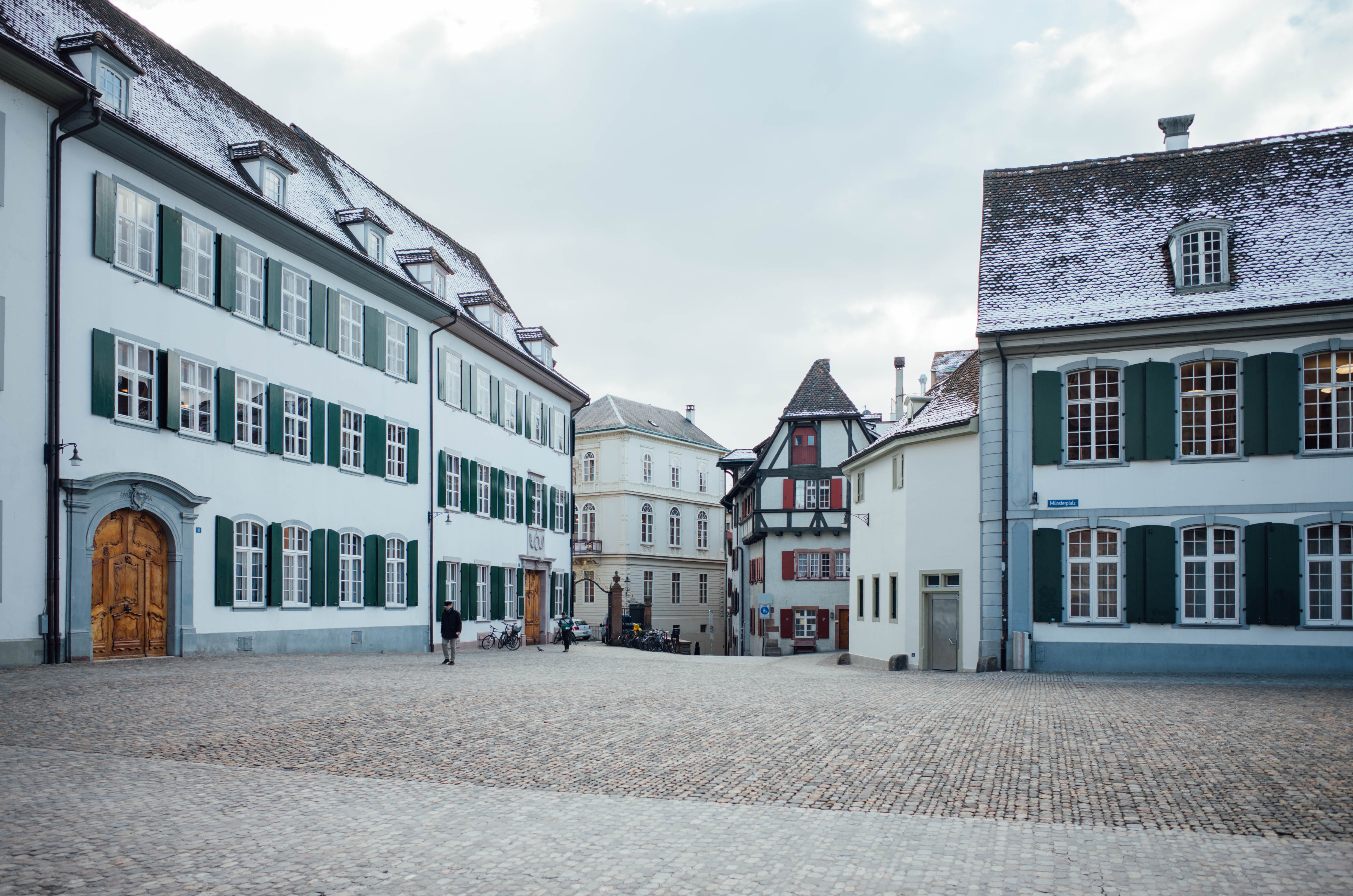
Münsterplatz, vista hacia Münsterberg

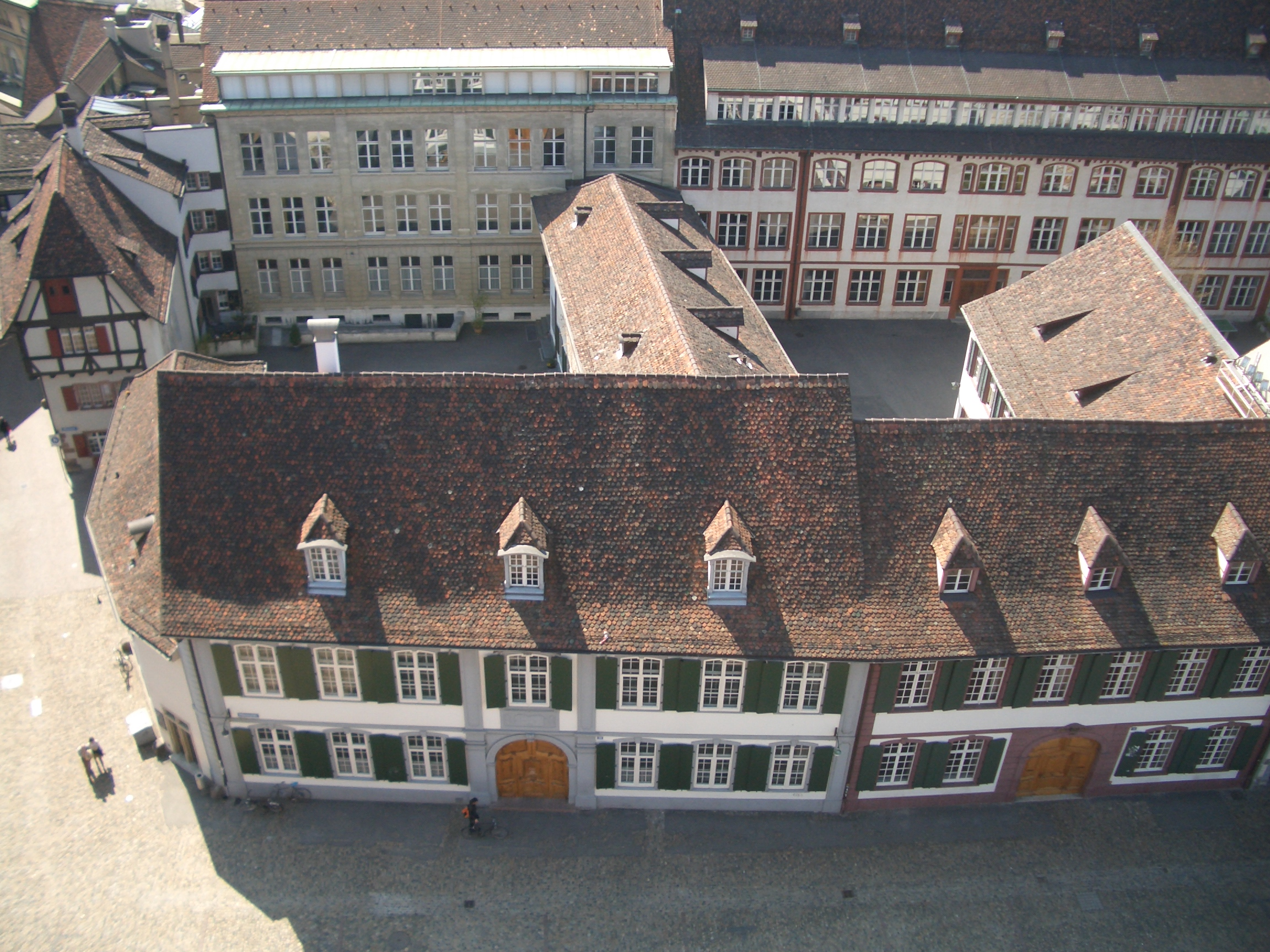
El liceo de la plaza de la catedral (antiguamente Humanistisches Gymnasium)

La Münsterplatz consta de dos partes: al norte de la catedral se encuentra la Münsterplatz «pequeña», una plaza aproximadamente cuadrada y arbolada. En ella se encontraba antiguamente un árbol de la justicia y, hasta 1521, aquí se juramentaban cada año los nuevos concejales en presencia del obispo. La alargada Münsterplatz «grande» se extiende frente a la fachada occidental de la catedral y, al norte, frente a la  Münsterplatz pequeña. Está pavimentada de forma uniforme y en su parte norte se encuentra una antigua fuente romana. Desde la pequeña Münsterplatz, un pasillo abierto conduce al «Pfalz», la plataforma arbolada situada frente al coro de la catedral, en lo alto sobre el Rin.
En la esquina suroeste de la pequeña plaza Münsterplatz se encuentra la fuente Pisonibrunnen, terminada en noviembre de 1784. Ya desde el siglo XIV había una fuente en este lugar (la Georgsbrunnen), decorada con un grupo de figuras. La fuente actual es un diseño del arquitecto Paolo Antonio Pisoni. Cabe destacar un pequeño bebedero lateral, instalado en la fuente desde su restauración en 1937 y destinado a los perros.
Las plazas Grosser Münsterplatz y Kleiner Münsterplatz están rodeadas por todos lados por representativas casas burguesas (antiguamente de canónigos) con elegantes fachadas barrocas y neoclásicas. Alrededor de la Münsterplatz también se encuentran algunas casas con entramado de madera, típicas de la Edad Media tardía. Sin embargo, la Catedral de Basilea domina el paisaje de la plaza.
En la Grosser Münsterplatz, frente a la fachada occidental de la catedral, se encuentra el Gymnasium am Münsterplatz (Liceo de la Plaza de la Catedral). Aquí impartieron clases en la segunda mitad del siglo XIX Jacob Burckhardt y Friedrich Nietzsche en las clases superiores. En un edificio gótico en el lado norte se encuentra el Seminario de Etnología (centro educativo), junto a la entrada al Museo de las Culturas.
En un edificio situado en la Kleiner Münsterplatz, construido en 1528 como lugar de reunión de los canónigos, se ubicaron inicialmente la escuela catedralicia y la administración de la catedral. Entre 1830 y 1832 fue reformado para albergar la Sociedad General de Lectura, fundada en 1787, que sigue allí hasta hoy. Las salas albergan una histórica sala de lectura y una valiosa colección de libros antiguos. En otro edificio se encuentra desde 1986 la Fundación Paul-Sacher, que cuenta con la mayor colección privada del mundo de partituras originales y legados de compositores contemporáneos. Además del  archivo, la fundación elabora publicaciones musicales con proyectos de investigación propios.
La Pfalz, situada frente al coro de la catedral, se encuentra en un saliente rocoso directamente sobre el Rin y es un mirador muy conocido en la ciudad con vistas al río, a los puentes sobre el Rin de Basilea, Kleinbasel y gran parte de los alrededores. En la barandilla hay un banco continuo. Desde la Pfalz, una escalera conduce al embarcadero de la catedral del ferry de Basilea, a lo largo de un paseo fluvial que desde 2004 lleva el nombre no oficial de «Fähribödeli».

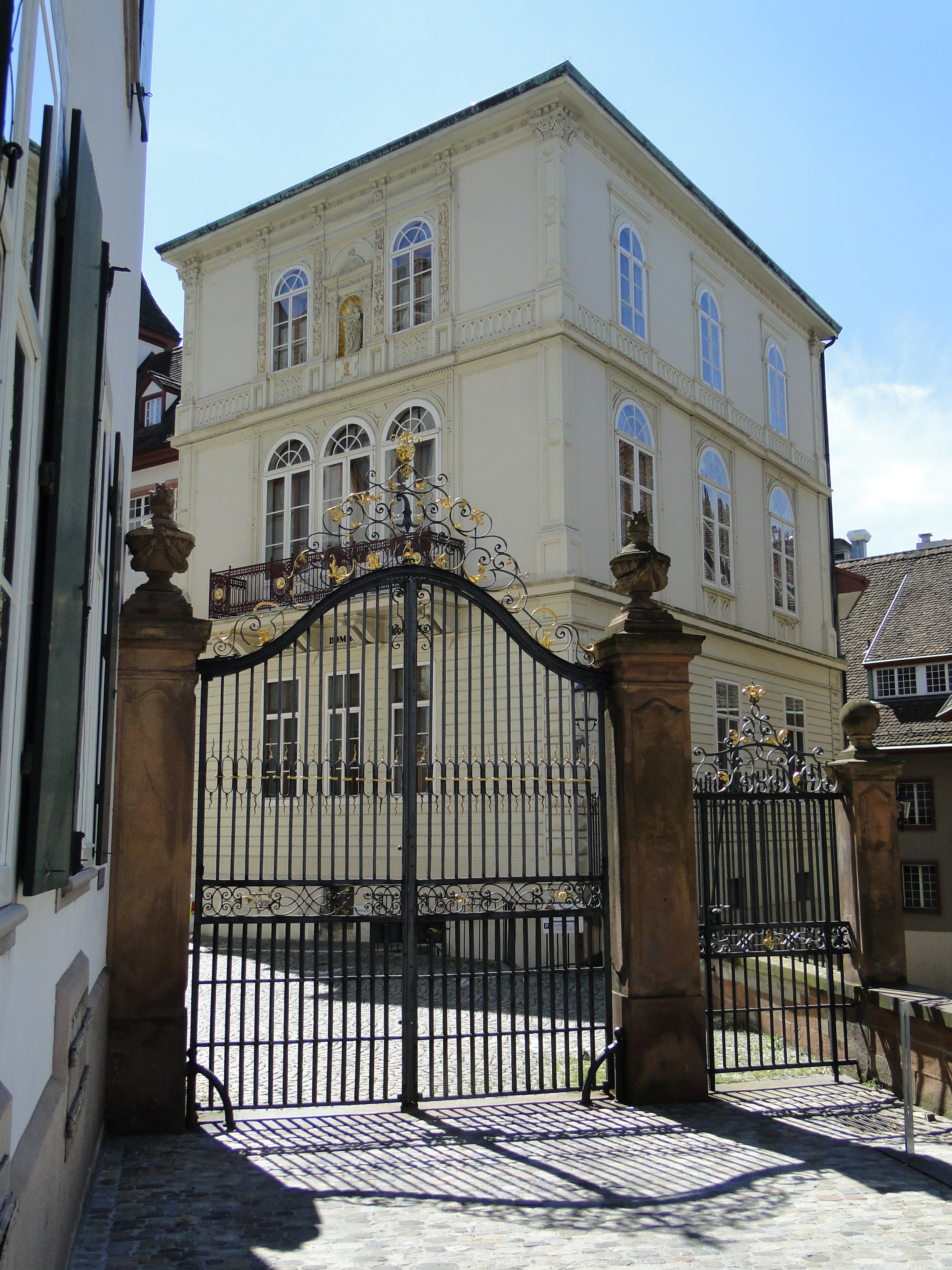
Entrada al patio de la catedral

## Uso
La Münsterplatz era antiguamente una de las plazas más concurridas y un elemento central de la vida medieval en la ciudad de Basilea. En ella se celebraban procesiones solemnes, fiestas, torneos y desfiles de visitantes reales e imperiales, pero también se instalaban allí ferias y mercados. También hay constancia de diversos acontecimientos durante el Carnaval de Basilea en su forma primitiva, que se celebraba en gran parte en la Münsterplatz. Durante el llamado «Carnaval maligno» de 1376, por ejemplo, se celebró un torneo en la Münsterplatz que se saldó con varios nobles muertos, por lo que diez ciudadanos fueron decapitados. En el siglo XV se documentan diversas costumbres relacionadas con el fuego (entre otras, el Scheibenschlagen) en la Münsterplatz y en el Pfalz. Sin embargo, las autoridades pronto prohibieron estas actividades.
Con la constante expansión de la ciudad, la importancia de la plaza fue disminuyendo, ya que era de difícil acceso para los carruajes (excepto desde la Rittergasse) y se le rendía respeto a la majestuosa catedral. Hasta la actualidad, la plaza está rodeada principalmente por viviendas de lujo. Nunca se han instalado tiendas. Por lo tanto, la plaza se mantuvo al margen del ajetreo de la bulliciosa ciudad. Hasta 2007, una parte de la Münsterplatz se utilizaba durante el día como aparcamiento, entre otros, para autobuses turísticos. Desde 2007, la plaza está cerrada al tráfico vehicular.
Ya no se celebran mercados regulares en la Münsterplatz. A finales de enero, la Münsterplatz se convierte en el centro de la Noche de los Museos. Durante el Carnaval de Basilea se exponen aquí las farolas. En agosto se celebra cada año en la Münsterplatz el «Allianz Cinema», un cine al aire libre. Además, cada año, la Münsterplatz es una de las sedes de la Basler Herbstmesse, una fiesta popular tradicional. El último sábado de noviembre, en la Münsterplatz se da comienzo la «Basler Stadtlauf», una carrera popular.

## Diseño
Con el proyecto de diseño de la Münsterplatz de Basilea, entre 2006 y 2013 se ha llevado a cabo un modelo de accesibilidad universal en zonas del casco antiguo protegidas como patrimonio histórico. En el dialecto popular de Basilea se les llama «Gwäggi»: los Rheincken (o también: Rheinkiesel). Se trata de un pavimento tradicional de piedra natural que se extrae del Rin desde hace siglos y se utiliza en calles y plazas. Se han desarrollado diferentes métodos de procesamiento para pulir el pavimento irregular y convertirlo en un revestimiento liso, aceptado tanto por las organizaciones de personas con discapacidad como por los responsables de la conservación de monumentos y los ciclistas. Los wacken se pulieron y flamearon a máquina en la Münsterplatz después del rejuntado para conseguir un alto confort al caminar. Esto permitió eliminar las aceras y hacer más atractiva la plaza y las callejuelas. Antes de la remodelación en zona peatonal de la Münsterhügel, había calles asfaltadas y aceras que atravesaban la Münsterplatz y las demás callejuelas.
El proyecto de diseño fue desarrollado por la Oficina de Planificación del Cantón de Basilea-Ciudad y recibió el premio «Guter Bauten» (Buenas construcciones) de los cantones de Basilea-Ciudad y Basilea-Campiña de 2009-2013. El proyecto se inició a raíz de las amplias obras de renovación de las tuberías de gas, agua y electricidad, así como de la renovación de todos los revestimientos. Se construyeron puntos de suministro de electricidad y agua para los numerosos eventos que se celebran en la plaza.